# Solignano
Solignano ist eine italienische Gemeinde (comune) mit 1681 Einwohnern (Stand 31. Dezember 2023) in der Provinz Parma in der Emilia-Romagna. Die Gemeinde liegt etwa 34,5 Kilometer südwestlich von Parma am Taro. Auch die Pessola fließt durch das Gemeindegebiet, das im Norden durch den Ceno begrenzt wird.

## Gemeindepartnerschaft
Solignano unterhält eine Partnerschaft mit der französischen Gemeinde Grambois im Département Vaucluse.

## Verkehr
Durch die Gemeinde führt die frühere Strada Statale 308 di Fondo Valle Taro (heute die Provinzstraße 308R) von Fornovo di Taro nach Borgo Val di Taro. Die Gemeinde hat einen Bahnhof an der Strecke von Parma nach La Spezia. Außerdem gibt es bei Solignano einen kleinen Flugplatz (Aviosuperficie) für die Allgemeine Luftfahrt.